# Yureka
 (avril 2025).
Yureka (유레카) est un manhwa de Kim Youn-kyung et Son Hee-joon publié en Corée du Sud aux éditions Haksan, entre 2000 et 2014.
Les 26 premiers volumes ont été publiés en français aux Éditions Tokebi puis repris à partir du numéro 27 par les Éditions Samji jusqu'au 34. En 2020, Meian réédite le manhwa en France, commençant par un coffret des dix premiers tomes qui sort le 21 février 2020.

## Résumé de l'histoire
Jangkun est un jeune étudiant passionné par un jeu de rôle en ligne : Lost Saga. Pour jouer à ce jeu, il lui faut mettre un casque de liaison internet et contrôler son personnage. Dans cet univers, Jangkun se nomme Lotto.
Il parcourt le jeu aux côtés de ses amis Kwansu (Boromir dans le jeu) et Wunsuk (Adol). Chacun d'entre eux possède une classe de personnage principal et une secondaire. Lotto est avant tout un magicien, Boromir un clerc et Adol un guerrier ; mais ils ont cependant l'apparence respective d'un Maître de Sabre, d'un Guerrier et d'un Magicien car ce sont les sous-classes qu'ils développent, étant arrivés au niveau maître de leur classe principale.
Le jour de son anniversaire, Jangkun va renouveler son abonnement annuel au jeu Lost Saga, et se retrouve accidentellement en possession d'un disque pirate qu'il utilisera sans s'en rendre compte et qui aura pour effet de le connecter sous l'apparence d'un personnage féminin qu'il nommera Yureka. Après une aventure dans un donjon accompagné de Adol et Boromir (qui ignorent que Yureka est en réalité Jangkun), Jangkun se reconnecte dans le jeu avec son disque. Petit problème : Yureka est toujours connectée, et elle semble posséder sa propre personnalité. De plus, elle ne peut pas maîtriser de classe, mais elle a 999/999 à toutes les caractéristiques (augmentant avec l'expérience acquise). Il ne sait rien de Yureka, mais un tournoi de duel-par-couple est organisé et il va découvrir plus d'une chose sur elle.
À la fin du tournoi, tous les joueurs vont apprendre qu'il n'était, en fait, que les préliminaires à un grand évènement : l'attaque de la ville principale de Lost Saga par le clan des démons (contrôlé par les Maitres de Jeu). Évènement RP organisé par les créateurs de Lost Saga, l'attaque est menée sur deux fronts. D'un côté tous les démons qui attaquent la ville et que l'ensemble des joueurs doivent tenter d'arrêter. De l'autre un petit groupe d'élite (les demi-finalistes du tournoi) doit s'introduire dans le Château du Roi des Démons et tenter de tuer celui-ci.
Les deux fronts sont dépendants l'un l'autre : si l'un des deux groupes échoue (l'un à défendre la ville, l'autre à tuer le roi démon), le deuxième perdra automatiquement, et ils sont prévenus : une défaite aurait des conséquences énormes sur l'avenir du jeu Lost Saga. Ils n'ont pas le droit à l'erreur.

## Accueil
Yureka est considéré comme un précurseur des récits se déroulant dans un univers de jeu vidéo, précédant la série des .hack, celle des Sword Art Online, ou plus récemment Shangri-La Frontier.
L'histoire soulève un phénomène de société : les jeunes Sud-Coréens passent une grande partie de leur temps devant les jeux vidéo, se créant ainsi une bulle virtuelle où ils se sentent maître de leurs destins.